# Rodolfo José da Silva Bardella
Rodolfo José da Silva Bardella, mais conhecido como Rodolfo (São Manuel, 21 de maio de 1992), é um futebolista brasileiro que atua como atacante. Atualmente está no Grêmio Novorizontino.

## Carreira
Iniciou sua carreira futebolística na base do Jacutinga. Rodolfo profissionalizou-se em 2013, jogando como atleta do Elosport. Jogou em diversos clubes do Brasil.
Em 2020, Rodolfo recebeu o troféu de artilheiro da Copa do Brasil de 2020 ao lado de Léo Gamalho do CRB, Brenner do São Paulo e Nenê do Fluminense, com 6 gols cada um.

## Artilharias
América Mineiro
- Copa do Brasil: 2020 – 6 gols[2]